# 95-ös busz (Budapest)
A budapesti 95-ös jelzésű autóbusz a Puskás Ferenc Stadion és a Felsőcsatári köz között közlekedik. A vonalat a Budapesti Közlekedési Zrt. üzemelteti.

## Története
1959. május 18-án indult a Baross tér és Pestlőrinc, Gyömrői út között.
1996 novemberében útvonala Népstadion, metróállomásig rövidült.
A 2008-as paraméterkönyv bevezetésével a 95-ös járatot meghosszabbították a Keleti pályaudvarig, emellett egy betétjárat indult 95A jelzéssel a Stadionok, metróállomás és a Gyömrői út között.
2009-ben az újabb paraméterkönyv bevezetésekor a 95A busz megszűnt, a 95-ös pedig ismét csak a Stadionok, metróállomásig jár.

## Útvonala
| Felsőcsatári köz felé |
| Puskás Ferenc Stadion M vá. – Ifjúság útja – Dózsa György út – Kerepesi út – Pongrácz út – Liget tér – Kápolna utca – Kápolna tér – Óhegy utca – Kada utca – Maglódi út – Sírkert út – Kozma utca – Felsőcsatári út – Felsőcsatári köz vá.                           |
| Puskás Ferenc Stadion felé |
| Felsőcsatári köz vá. – Felsőcsatári út – Gyömrői út – Zsolt utca – Koppány utca – Felsőcsatári út – Kozma utca – Sírkert út – Maglódi út – Kada utca – Óhegy utca – Kápolna tér – Kápolna utca – Liget tér – Pongrácz út – Kerepesi út – Puskás Ferenc Stadion M vá. |

Mindenszentek és halottak napja környékén a járat a Kada utca / Harmat utca megállótól nem a megszokott útvonalán, hanem a 85-ös, illetve a 68-as busz vonalán éri el az Új köztemetőt. A Puskás Ferenc Stadion felé útvonala változatlan.

## Megállóhelyei
| 0  | Puskás Ferenc Stadion M végállomás | 29 | 130, 195 77 396, 397, 398, 399, 400, 402, 410, 412, 414, 422, 424, 430, 432, 434, 435, 436, 437, 438, 439, 440, 441, 442, 485, 486 1020, 1021, 1024, 1031, 1034, 1037, 1039, 1040, 1044, 1045, 1046, 1049, 1050, 1052, 1053, 1054, 1060, 1063, 1066, 1067, 1068, 1069, 1070, 1075, 1076, 1077, 1078 | Puskás Aréna, Papp László Budapest Sportaréna, BOK Sportcsarnok |
| 2  | Puskás Ferenc Stadion M            | 27 | 130, 195 73, 75, 80 1, 1A | Puskás Aréna, Papp László Budapest Sportaréna, BOK Sportcsarnok |
| 3  | Őrnagy utca                        | 26 | 130, 195 73, 80 |                                                                 |
| 4  | Hős utca                           | 24 | 195 73 | Kőbányai troli és autóbuszgarázs                                |
| 6  | Pongrácz úti lakótelep             | 21 | 195 73 37, 37A |                                                                 |
| 8  | Kistorony park                     | 20 | 195 73 |                                                                 |
| 9  | Kőbánya alsó vasútállomás          | 19 | 9, 117, 151, 162, 185, 195, 217, 217E, 262 3, 28, 28A, 62, 62A 73 S21 S50 G50 Z50 | Kőbánya alsó megállóhely                                        |
| 10 | Kápolna utca                       | 17 | 9, 162, 185, 195, 217, 262 3, 28, 28A, 62, 62A 73 |                                                                 |
| 11 | Kápolna tér                        | 16 | 195, 217 73 | Tűzoltómúzeum                                                   |
| 12 | Óhegy park                         | 15 | 195 |                                                                 |
| 13 | Márga utca                         | 14 | 195 |                                                                 |
| 14 | Kemence utca                       | 13 | 195 |                                                                 |
| 15 | Kada utca / Harmat utca            | ∫  | 85, 85E, 185, 195 |                                                                 |
| 15 | Kada utca / Mádi utca              | 11 | 85, 85E, 185, 195 |                                                                 |
| 17 | Kada utca / Maglódi út             | 10 | 195 28, 28A, 37 |                                                                 |
| 18 | Bajcsy-Zsilinszky kórház           | 9  | 195 28, 28A, 37 | Bajcsy-Zsilinszky kórház                                        |
| 19 | Venyige utca                       | 8  | 195 28, 28A, 37 |                                                                 |
| 20 | Sírkert út                         | 6  | 195 28, 28A, 37 |                                                                 |
| 22 | Új köztemető                       | 5  | 68, 195, 202E, 268 28, 28A, 37 | Kozma utcai Büntetés-végrehajtási Intézet                       |
| 24 | Álmos utca                         | 3  | |                                                                 |
| 25 | Árpád utca                         | 2  | |                                                                 |
| ∫  | Felsőcsatári út                    | 0  | 36, 98, 98E, 193E, 200E, 217, 217E, 282E, 284E 577 |                                                                 |
| 27 | Felsőcsatári köz végállomás        | 0  | 36, 98, 98E, 193E, 200E, 217, 217E, 282E, 284E 577 |                                                                 |

## Képgaléria

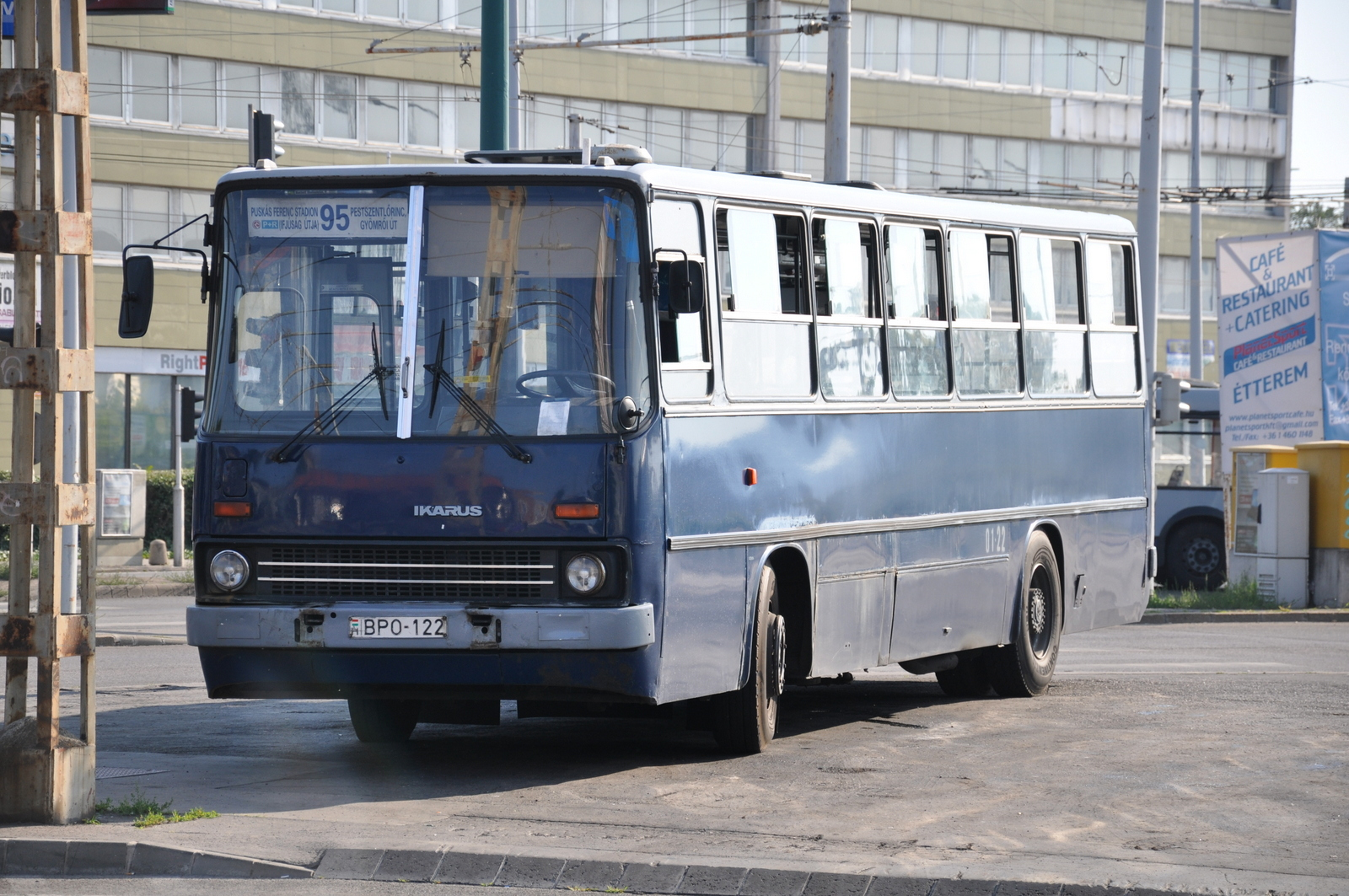
Ikarus 260
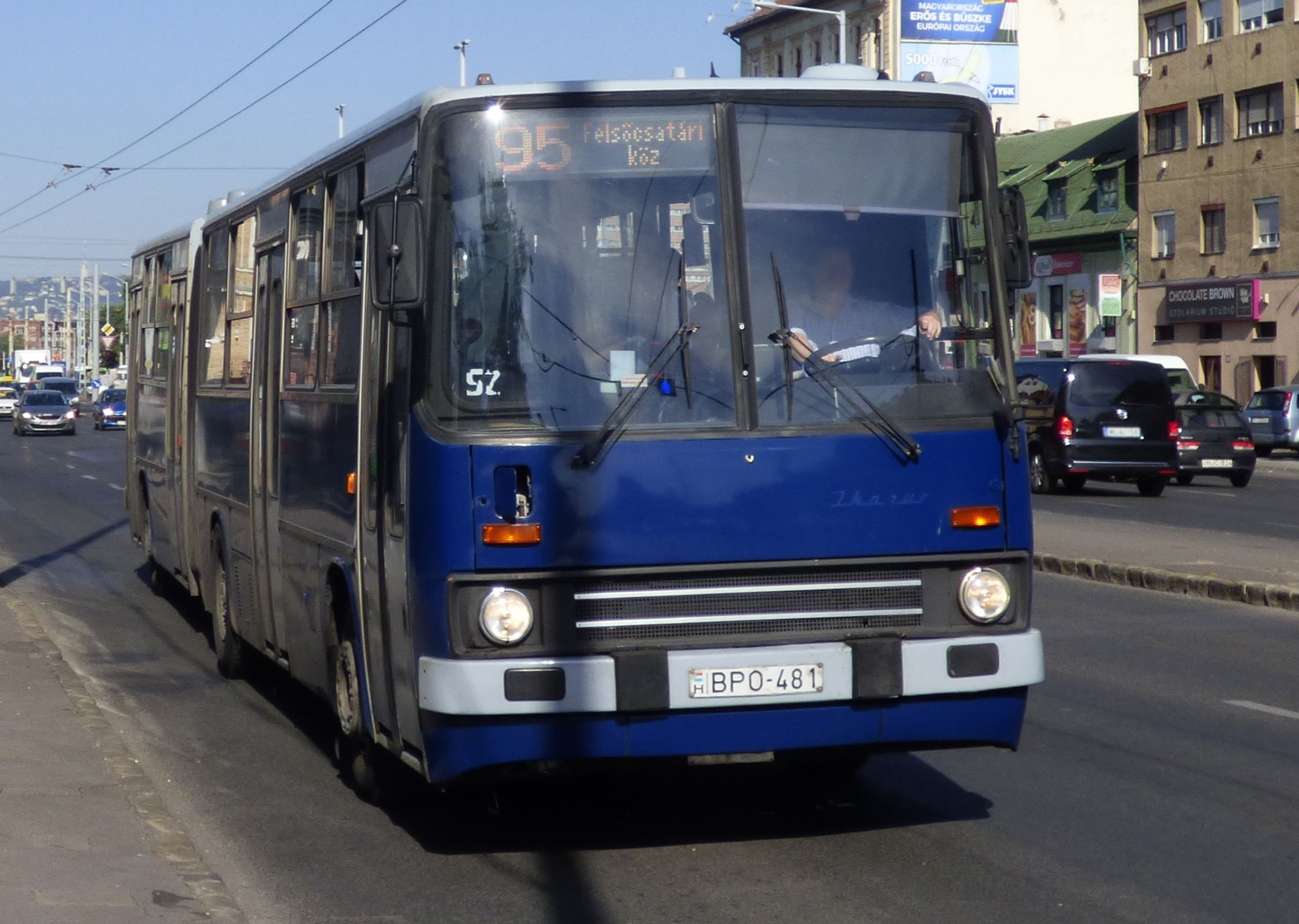
Ikarus 280
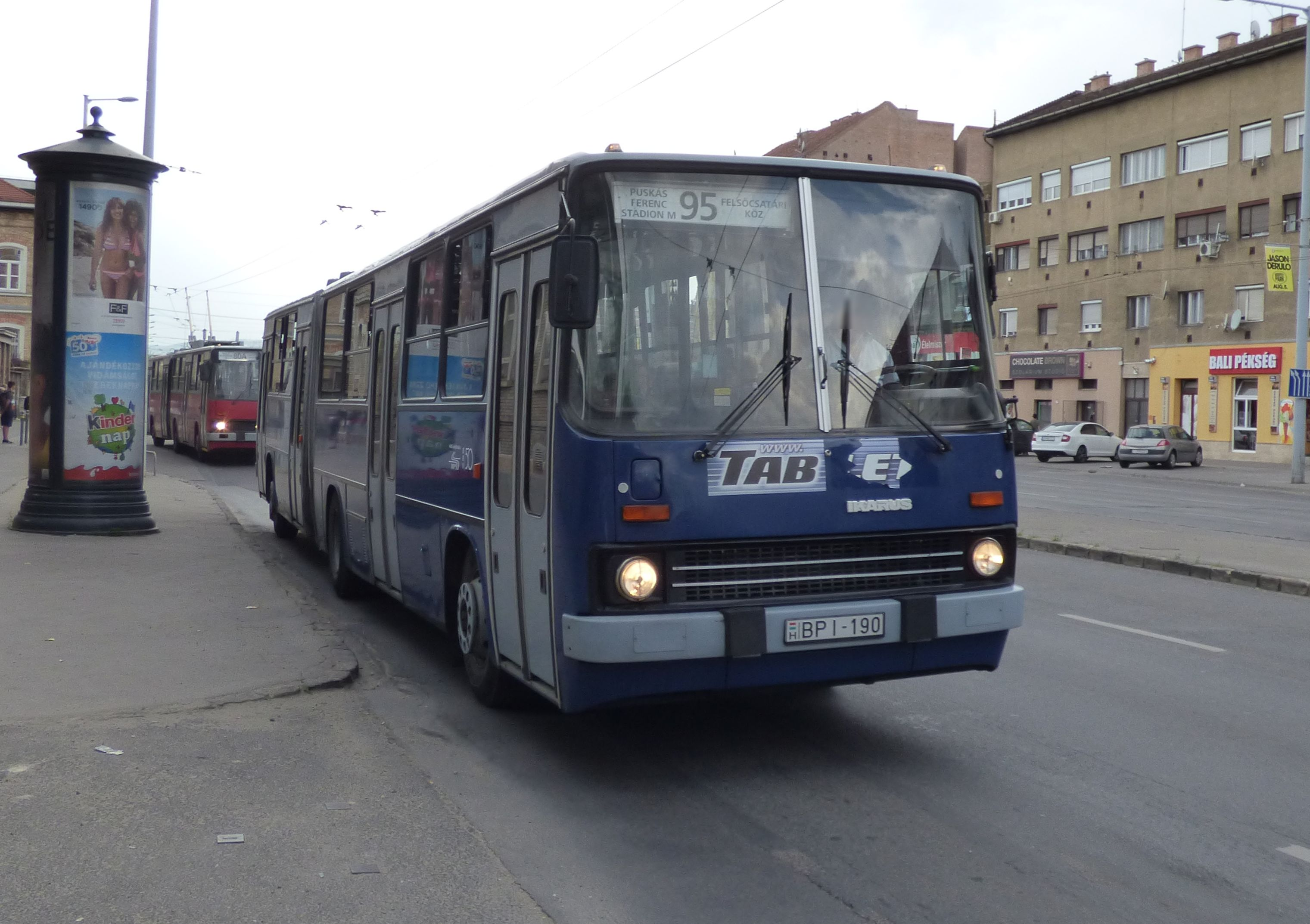
Ikarus 280